# 로 중간자
로 중간자(영어: rho meson)는 위 쿼크와 아래 쿼크로 이루어진 유사벡터 중간자다. (같은 쿼크로 이루어진 유사스칼라는 파이온이다.) 전하에 따라 양성, 중성, 음성으로 총 3종으로 구분한다. 질량은 약 770 MeV로, 파이온과 케이온 다음으로 가장 가벼운 하드론이다. 기호는 그리스 소문자 로(ρ). 주로 한 쌍의 파이온들로 붕괴한다.